# Leptohyphodes
Leptohyphodes is een geslacht van haften (Ephemeroptera) uit de familie Leptohyphidae.

## Soorten
Het geslacht Leptohyphodes omvat de volgende soorten:
- Leptohyphodes inanis